# Lake Macarthur
Der Lake Macarthur ist ein See im Southland District der Region Southland auf der Südinsel von Neuseeland.

## Geographie
Der auf einer Höhe von 402 m liegende Lake Macarthur befindet sich an der Westseite der Kakapo Range, rund 2,46 km westnordwestlich des Moana-whenua-pōuri / Edwardson Sound. Der längliche See, der eine Südwest-Nordost-Ausrichtung besitzt, erstreckt sich über eine Länge von rund 2,26 km und misst an seiner breitesten Stelle rund 450 m in Nordwest-Südost-Richtung. Seine Flächenausdehnung beträgt rund 62,6 Hektar und der Seeumfang rund 5,68 km.
Gespeist wird der Lake Macarthur durch verschiedene kleine Bäche und seine Entwässerung findet am südwestlichen Ende des Sees über einen Stream zum rund 5,66 km weiter westnordwestlich liegenden Lake Fraser statt.